# Графства Новой Шотландии

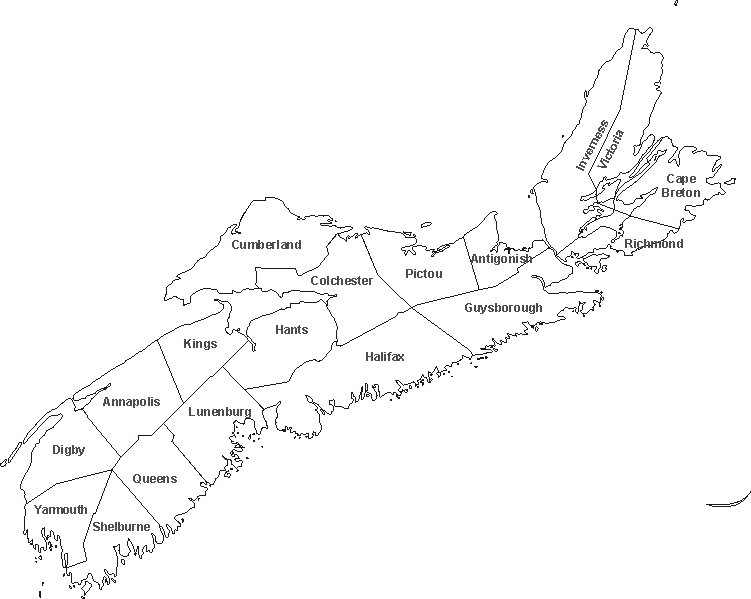
Графства Новой шотландии

Канадская провинция Новая Шотландия разделена на графства, но не все они выполняют административные функции. Администрации трех графств (Галифакс, Кейп-Бретон и Куинс) были упразднены в 1990-х годах, а на их месте основаны одноимённые региональные муниципалитеты. Ещё шесть графств (Гайсборо, Дигби, Луненберг, Хантс, Шелберн, Ярмут) разделены на два округа каждое, и управление осуществляется этими 12 округами. Оставшиеся 9 графств имеют собственные администрации.

## История
17 августа 1759 года были сформированы первые пять графств Новой Шотландии: Аннаполис, Камберленд, Кингс, Луненберг и Галифакс. При этом были специально определены границы первых четырёх графств, а Галифакс занимал остальную площадь полуострова. В 1763 году, в качестве одного из итогов семилетней войны, Англии отошёл остров Кейп-Бретон, который стал частью графства Галифакс в Новой Шотландии. В 1784 году Кейп-Бретон был выведен из состава Новой Шотландии и оставался отдельной колонией до 1820 года, когда он снова стал частью графства Галифакс.
17 апреля 1879 года графства стали органами местного самоуправления.

## Современное деление
По данным последней переписи населения в Новой Шотландии насчитывается 18 графств. Ниже представлена таблица, показывающая современное деление провинции на графства.
| Графство    | Дата образования | Центр           | Примечания                                                      |
| ----------- | ---------------- | --------------- | --------------------------------------------------------------- |
| Аннаполис   | 1759 год         | Аннаполис-Ройал | Первоначальное графство.                                        |
| Антигониш   | 1784 год         | Антигониш       | Предыдущее название — графство Сидни.                           |
| Виктория    | 1851 год         | Баддек          | Часть графства Кейп-Бретон.                                     |
| Гайсборо    | 1836 год         | Довер           | Часть графства Сидни.                                           |
| Галифакс    | 1759 год         | Галифакс        | Первоначальное графство. С 1995 года — районный муниципалитет.  |
| Дигби       | 1837 год         | Дигби           | Часть графства Аннаполис.                                       |
| Инвернесс   | 1835 год         | Порт-Худ        | Часть графства Кейп-Бретон.                                     |
| Камберленд  | 1759 год         | Амхерст         | Первоначальное графство.                                        |
| Кейп-Бретон | 1765 год         | Кейп-Бретон     | Часть графства Галифакс. В 1784—1820 был отдельной колонией.    |
| Кингс       | 1759 год         | Кентвилл        | Первоначальное графство.                                        |
| Колчестер   | 1835 год         | Труро           | Часть графства Галифакс.                                        |
| Куинс       | 1762 год         | Куинс           | Часть графства Луненберг. С 1996 года — районный муниципалитет. |
| Луненберг   | 1759 год         | Луненберг       | Первоначальное графство.                                        |
| Пикту       | 1835 год         | Пикту           | Часть графства Галифакс.                                        |
| Ричмонд     | 1835 год         | Аричат          | Часть графства Кейп-Бретон.                                     |
| Хантс       | 1781 год         | Уинсор          | Часть графства Кингс.                                           |
| Шелберн     | 1784 год         | Шелберн         | Часть графства Куинс.                                           |
| Ярмут       | 1836 год         | Ярмут           | Часть графства Шелберн.                                         |

## Исторические графства
- Графство Сидни